# Revision (Recht)
Die Revision ist ein Rechtsmittel gegen eine gerichtliche Entscheidung; das mit einer Revision befasste Gericht heißt Revisionsgericht.
Im deutschen und österreichischen Recht werden bei der Revision – anders als bei der Berufung (Appellation) – grundsätzlich nicht noch einmal die tatsächlichen Umstände des Falles untersucht, sondern lediglich das Urteil der vorherigen Instanz auf Rechtsfehler überprüft. Die eine Revision einlegende Person wird Revident oder Revisionsführer (selten auch Revisionswerber) genannt. In Abhängigkeit von der Zulässigkeit einer Revision spricht man von revisiblem bzw. irrevisiblem Recht (oder von Revisibilität bzw. Irrevisibilität).
Im Schweizer Recht ist die Revision ein Rechtsmittel, das auf die Wiederaufnahme des Verfahrens nach einem rechtskräftigen Entscheid abzielt.

## Deutschland
Im deutschen Recht ist die Revision ein Rechtsmittel gegen Urteile, das nach den einzelnen Prozessordnungen der gesonderten Zulassung bedarf.
Die Revision kann nicht auf neue streitige Tatsachen, sondern nur auf einen Rechtsfehler des angefochtenen Urteils, also auf Verletzung formellen Rechts oder materiellen Rechts gestützt werden. Die Revisionsinstanz ist damit keine Tatsacheninstanz. Anders als bei einer Berufung werden daher grundsätzlich keine Beweise erhoben. Eine Beweiserhebung ist jedoch über den Revisionsgegenstand oder von Amts wegen in jeder Lage des Verfahrens unter zu prüfenden Verfahrensvoraussetzungen zulässig. Bleibt die Revision gegen ein Urteil erfolglos, so wird das angefochtene Urteil mit der Entscheidung des Revisionsgerichts rechtskräftig. Hat eine Revision zumindest teilweise Erfolg, so trifft das Revisionsgericht in der Regel keine eigene Entscheidung, sondern hebt das angefochtene Urteil auf und verweist die Sache zur neuen Entscheidung an die Instanz zurück, die das angefochtene Urteil gesprochen hat. Es muss dann vor dem Ausgangsgericht neu verhandelt werden. Im Strafrecht wird die Entscheidung in diesem Fall von einem anderen Spruchkörper erlassen als dem, der das ursprüngliche Urteil gefällt hat.
Eine Superrevision, also eine nochmalige Überprüfung einer Entscheidung auf Rechtsfehler durch ein übergeordnetes Gericht, findet nicht statt. Auch die Verfassungsgerichte prüfen Revisionsurteile nicht auf einfache Rechtsfehler, sondern nur auf Verstöße gegen Verfassungsrecht.
Die Revision ist statthaft in einem
- Zivilprozess gegen Berufungsurteile des Landgerichts und des Oberlandesgerichts;
- Strafprozess gegen alle Urteile, die nicht selbst Revisionsurteile sind;
- Arbeitsgerichtsprozess gegen Urteile der Landesarbeitsgerichte;
- Sozialgerichtsprozess gegen Urteile der Landessozialgerichte;
- Verwaltungsgerichtsprozess gegen Urteile der Oberverwaltungsgerichte oder Verwaltungsgerichtshöfe;
- Finanzgerichtsprozess gegen Urteile der Finanzgerichte.

Revisionsgericht ist in der ordentlichen Gerichtsbarkeit im Zivilprozess allein der Bundesgerichtshof (BGH). In Strafverfahren sind die Oberlandesgerichte oder der Bundesgerichtshof die für eine Revision zuständige Instanz. In den anderen Gerichtsbarkeiten sind es die obersten Gerichte des Bundes (Bundesverwaltungsgericht, Bundesarbeitsgericht, Bundessozialgericht und Bundesfinanzhof).
Die Revision von den unteren, erstinstanzlichen Gerichten unter Übergehung der Berufungsinstanz wird Sprungrevision genannt. Im Verwaltungsrecht existiert bei bestimmten Konstellationen auch die Ersatzrevision anstelle einer Berufung.

### Revision im Zivilprozess
Die Revision im Zivilprozess bedarf seit einer Neukonzeption des Revisionsrechts durch Einführung einer allgemeinen Zulassungsrevision im Jahr 2001 der Zulassung durch das Berufungsgericht im Berufungsurteil oder durch das Revisionsgericht auf Beschwerde gegen die Nichtzulassung (§ 543 Abs. 1 ZPO). Die Revision ist zuzulassen, wenn die Rechtssache grundsätzliche Bedeutung hat oder die Fortbildung des Rechts oder die Sicherung einer einheitlichen Rechtsprechung eine Entscheidung des Revisionsgerichts erfordert (sog. Divergenzrevision), § 543 Abs. 2 ZPO. Die Nichtzulassung der Revision durch das Berufungsgericht kann mit der Nichtzulassungsbeschwerde zum Revisionsgericht (dem Bundesgerichtshof) angegriffen werden (§ 544 ZPO).

### Revision im Arbeitsgerichtsprozess
Gegen die Urteile der Landesarbeitsgerichte ist die Revision zum Bundesarbeitsgericht zulässig, § 72 ArbGG, wenn das Landesarbeitsgericht die Revision im Urteil zugelassen hat oder das Bundesarbeitsgericht auf eine Beschwerde gegen die Nichtzulassung, § 72a ArbGG, die Revision zugelassen hat.
Die Revision ist nur zuzulassen, wenn eine Rechtsfrage grundsätzliche Bedeutung hat oder von der Entscheidung eines gleichrangigen oder höherrangigen Gerichts abgewichen wird. Außerdem können die absolute Revisionsgründe der Zivilprozessordnung (§ 547 ZPO) und die Verletzung des Anspruchs auf rechtliches Gehör geltend gemacht werden.
Eine Mindestgrenze für den Revisionswert (Wert der Beschwer) wie in der Zivilprozessordnung kennt das Arbeitsgerichtsgesetz nicht.

### Revision im Strafprozess

#### Allgemeines
Die Revision im Strafprozess ist ein Rechtsmittel gegen Urteile eines Strafgerichts. Zweck ist die Verwirklichung der Einzelfallgerechtigkeit und die Wahrung der Rechtseinheit (siehe auch Trennbarkeitsformel).
Während in der Berufung die Beweisaufnahme wiederholt werden kann, ist eine erneute Beweisaufnahme in der Revision ausgeschlossen. Das Revisionsgericht prüft nur, ob das Urteil materiellrechtlich richtig ist und verfahrensrechtlich ordnungsgemäß zustande gekommen ist. Sind die Tatsachen fehlerhaft festgestellt worden, werden sie durch das Revisionsgericht aufgehoben.

#### Statthaftigkeit
Die Revision ist statthaft gegen alle
- Urteile der Amtsgerichte (Sprungrevision, § 335 StPO),
- erstinstanzlichen Urteile der Landgerichte und Oberlandesgerichte, und
- Berufungsurteile der kleinen Strafkammer des Landgerichts, §§ 333, 335 StPO, mit Einschränkungen auch § 55 Abs. 2 JGG

#### Zuständigkeit
Das Oberlandesgericht ist zuständig bei Revisionen gegen:
- Berufungsurteile des Landgerichts (§ 74 Absatz 3 GVG, § 121 Absatz 1 Nummer 1b GVG)
- erstinstanzliche Urteile des Amtsgerichts, als Sprungrevision (§ 335 Absatz 2 StPO) bezeichnet (§ 121 Absatz 1 Nummer 1b GVG)
- ausnahmsweise erstinstanzliche Urteile des Landgerichts, wenn die Revision ausschließlich auf die Verletzung einer in den Landesgesetzen enthaltenen Rechtsnorm gestützt wird (§ 121 Absatz 1 Nummer 1c GVG)

Das Oberlandesgericht entscheidet durch einen seiner Strafsenate (§ 116 Absatz 1 GVG). Dieser ist mit drei Berufsrichtern unter Einschluss des Vorsitzenden besetzt (§ 122 Absatz 1 GVG).
Der Bundesgerichtshof ist zuständig bei Revisionen gegen:
- Erstinstanzliche Urteile des Landgerichts (sofern nicht im Ausnahmefall das OLG entscheidet)
- Erstinstanzliche Urteile des Oberlandesgerichts, § 135 Absatz 1 GVG.

Der Bundesgerichtshof entscheidet durch einen seiner Strafsenate (§ 130 Absatz 1 GVG). Dieser ist mit fünf Berufsrichtern einschließlich seines Vorsitzenden besetzt (§ 139 Absatz 1 GVG).

#### Revisionseinlegung
Die Revision ist beim iudex a quo, also bei dem Gericht, dessen Urteil angefochten wird, einzulegen. Die Einlegung kann schriftlich oder zu Protokoll der Geschäftsstelle geschehen (§ 341 StPO). Für nicht auf freiem Fuß Befindliche gilt die Sonderregelung des § 299 StPO. Diese können die Revision auch rechtzeitig zu Protokoll der Geschäftsstelle des örtlich zuständigen Amtsgerichts des Verwahrungsortes einlegen. Auch im unmittelbaren Anschluss an die Urteilsverkündung kann Revision eingelegt werden und ins Sitzungsprotokoll aufgenommen werden. Allerdings ist gemäß Nr. 142 Abs. 2 S. 2 RiStBV ein Angeklagter, der Rechtsmittel einlegen will, an die Geschäftsstelle zu verweisen.
Die Frist zur Revisionseinlegung beträgt nach § 341 Abs. 1 StPO eine Woche nach Verkündung des Urteils, die sich aus Verlesung der Urteilsformel und Mitteilung der Urteilsgründe zusammensetzt. Dafür, ob die Einlegung rechtzeitig erfolgte, ist [ergänze: bei schriftlicher Einlegung] entscheidend, wann der Schriftsatz zu der Eingangsstelle des Ausgangsgerichtes gelangt ist. Wird das Urteil in Abwesenheit des Angeklagten verkündet, dann beginnt diese Frist mit Zustellung des Urteils (§ 341 Abs. 2 StPO). Sofern das Ende der Wochenfrist auf einen Feiertag, einen Samstag oder Sonntag fällt, endet die Frist erst mit Ablauf des nächsten Werktages.
Sofern die Frist zur Einlegung unverschuldet versäumt wurde, ist auf Antrag oder von Amts wegen Wiedereinsetzung in den vorigen Stand zu gewähren. Insbesondere ist, im Gegensatz zum Zivilprozessrecht, ein Verschulden des Verteidigers dem Angeklagten nicht zuzurechnen. Dies gilt nicht, wenn der Angeklagte von der Unzuverlässigkeit des Verteidigers Kenntnis hat.
Revisionsberechtigt sind gemäß § 296, § 297 StPO sowohl der Angeklagte, die Staatsanwaltschaft und auch der Verteidiger. Die Erklärung des Letzteren zum Rechtsmittel ist jedoch subsidiär zur Erklärung des Angeklagten, wenn diese in Widerspruch zueinander stehen. Sofern der Angeklagte jedoch einen gesetzlichen Vertreter hat, ist auch dieser zur Einlegung der Revision berechtigt und kann diese auch gegen den Willen des Angeklagten vornehmen (§ 298 StPO). Überdies sind im Fall der Privatklage und der Nebenklage auch der Privatkläger (§ 390 StPO) und der Nebenkläger (§ 401 StPO) revisionsberechtigt. Der Nebenkläger kann jedoch nur hinsichtlich eines ihn betreffenden Nebenklagedeliktes Revision einlegen und auch eine Revision nicht mit dem Ziel einer anderen Rechtsfolge einlegen (§ 400 StPO).
Erforderlich ist für die Zulässigkeit einer Revision zudem, dass der Revisionsberechtigte durch die gerichtliche Entscheidung beschwert ist und ein wirksamer Rechtsmittelverzicht nicht erklärt wurde (§ 302 StPO).

#### Revisionsbegründung
Nach § 345 Absatz 1 StPO ist die Revision spätestens einen Monat nach Ablauf der Frist zur Einlegung eines Rechtsmittels zu begründen. War das Urteil zu diesem Zeitpunkt noch nicht zugestellt, beginnt die Frist erst mit der Zustellung. 
Die Revisionsbegründung seitens des Angeklagten kann schriftlich durch eine von dem Verteidiger oder einem Rechtsanwalt unterzeichnete Schrift oder mündlich zu Protokoll der Geschäftsstelle erklärt werden (§ 345 Absatz 2 StPO). Wird die Revisionsbegründung zu Protokoll der Geschäftsstelle erklärt, ist der Rechtspfleger zuständig (§ 3 Nr. 3c und § 24 Abs. 1 RPflG). Für nicht auf freiem Fuß Befindliche gilt die Sonderregelung des § 299 StPO. Bei Privat- und Nebenkläger ist zur Revisionsbegründung eine von einem Rechtsanwalt unterzeichnete Schrift erforderlich (§ 390 Abs. 2 StPO bzw. 395ff i.v.m. 390 Abs. 2 StPO).
Inhaltlich soll der Revisionsbegründungsschriftsatz die erforderlichen Revisionsanträge enthalten. Eine gegen das Urteil im vollen Umfang gerichtete Revision beinhaltet dabei zumeist den Antrag, das Urteil mit den dazugehörigen Feststellungen aufzuheben und zur erneuten Verhandlung und Entscheidung an einen anderen Spruchkörper des Gerichts zurückzuverweisen. Aus der Begründung muss hervorgehen, ob das Urteil wegen der Verletzung von Verfahrensrecht (Verfahrensrüge) und/oder wegen der Verletzung materiellen Rechts (Sachrüge) angefochten wird (§ 344 StPO). Die Staatsanwaltschaft muss hierbei auch Ausführungen bei einer Rüge der Verletzung materiellen Rechts (Sachrüge) vornehmen (siehe Nr. 156 RiStBV). Dies ist auf Seiten des Angeklagten bzw. seines Verteidigers nicht erforderlich. Hinsichtlich einer Verfahrensrüge ist jedoch stets eine substantiierte Darlegung der Rüge erforderlich. Fehlt es an der Substantiierung der Verfahrensrüge und hat der Rechtsmittelführer die Revision im Begründungsschriftssatz darauf beschränkt, so hat dies in diesem Fall bereits die Verwerfung der Revision als unzulässig zur Folge.

##### Revisionsgründe
Die Revision ist begründet, wenn eine von Amts wegen zu prüfende Verfahrensvoraussetzung fehlt oder wenn das Urteil gem. § 337 StPO auf einer Verletzung des Gesetzes beruht. Dabei wird zwischen der Verletzung von Verfahrensrecht und der Verletzung von materiellem Recht unterschieden.

###### Fehlen von Verfahrensvoraussetzungen
Das Fehlen von Verfahrensvoraussetzungen (= Existenz eines Verfahrenshindernisses) wird vom Gericht von Amts wegen geprüft, was sich aus § 6 StPO ergibt. Ein solches Verfahrenshindernis kann etwa in einem fehlenden Eröffnungsbeschluss, einem fehlenden Strafantrag bei absoluten Antragsdelikten, bei entgegenstehender Rechtskraft, einer bereits anderweitigen Rechtshängigkeit oder bei Verjährung gegeben sein.

###### Verfahrensfehler
Ein Verfahrensfehler liegt vor, wenn eine gesetzlich vorgeschriebene Verfahrenshandlung unterblieben ist oder fehlerhaft vorgenommen wurde oder wenn eine unzulässige Verfahrenshandlung vorgenommen wurde. Entscheidende Bedeutung kommt dabei der Beweiskraft des Hauptverhandlungsprotokolls zu. Des Weiteren können dienstliche Erklärungen zum Beweis des jeweiligen Rechtsfehlers in Form des Freibeweises herangezogen werden. Unterschieden wird im Rahmen der mit der Verfahrensrüge anzugreifenden Verfahrensfehler zwischen den absoluten und den relativen Revisionsgründen.
Bei den absoluten Revisionsgründen gemäß § 338 Nr. 1 bis 7 StPO wird das Beruhen des Urteils auf der Rechtsverletzung unwiderlegbar vermutet. Ein solcher Fall ist etwa der des Ausschlusses vom Richteramt. Bei den übrigen Verfahrensfehlern handelt es sich um relative Revisionsgründe (§ 337 StPO bzw. nach herrschender Meinung § 338 Nr. 8 StPO), bei denen die Möglichkeit bestehen muss, dass das Urteil ohne den Fehler anders ausgefallen wäre, also auf dem jeweiligen Fehler beruht. Zu beachten ist in diesem Zusammenhang jedoch, dass in einigen Fällen ein Rügeverlust durch Präklusion eingetreten sein kann. Ein Verfahrensfehler kann dann nicht mehr geltend gemacht werden. Beispiel für eine solche Präklusion ist die fehlende rechtzeitige Geltendmachung einer vorschriftswidrigen Besetzung des Gerichts, die bereits in der Hauptverhandlung vor Vernehmung des ersten Angeklagten zur Sache hätte erfolgen müssen (§ 222b StPO).
Das Beruhen des Urteils auf einem Verfahrensfehler scheidet beispielsweise auch dann aus, wenn ein Beweiserhebungsfehler bereits im Ermittlungsverfahren stattgefunden hat, weil dort gegen ein Beweiserhebungsverbot verstoßen wurde, der so gewonnene Beweis sich auch auf die Urteilsfindung ausgewirkt hat, aber im Rahmen der dem Urteil vorausgehenden Hauptverhandlung der verteidigte Angeklagte dann nicht den nach der Rechtsprechung des BGH erforderlichen Widerspruch rechtzeitig erhoben hat. In diesem Fall beruht das Urteil gerade nicht auf dem Verfahrensfehler, sondern auf der (fehlerhaften) Verteidigung des Angeklagten, da der Widerspruch nicht erfolgt ist. Gleiches gilt bei einer unterlassenen Beanstandung einer unzulässigen Sachleitungsanordnung des Vorsitzenden eines verteidigten Angeklagten durch den Zwischenrechtsbehelf (§ 238 Abs. 2 StPO), denn auch in diesem Fall wird für das Beruhen des Urteils auf die unterbliebene Beanstandungshandlung abgestellt.

###### Verletzung materiellen Rechts
Materielle Fehler sind in erster Linie eine fehlerhafte rechtliche Würdigung des Sachverhalts und eine fehlerhafte Strafzumessung. Hinsichtlich der Sachverhaltsfeststellungen und der Beweiswürdigung liegt ein Revisionsgrund nur bei einem Rechtsfehler vor. Das ist zum Beispiel der Fall, wenn die Sachverhaltsfeststellungen für das Urteil keine hinreichende Grundlage bilden oder wenn die Beweiswürdigung widersprüchlich ist oder gegen gesicherte Erfahrungssätze verstößt. Die Beweiswürdigung kann beispielsweise fehlerhaft sein, wenn dem Urteil eine von Belastungseifer getragene Zeugenaussage zugrunde gelegt worden ist.
Auf materiellen Mängeln beruht das Urteil regelmäßig. Eine Ausnahme sind fehlerhafte Hilfserwägungen, eine weitere Ausnahme die in § 354 StPO im Jahre 2004 neu eingefügten Absätze 1a und 1b. Abs. 1a S. 1 und S. 2 ermöglichen eine eigene Strafzumessungssachentscheidung des Revisionsgerichts. Die Norm ist verfassungskonform handhabbar (BVerfG, Beschl. v. 14. Juni 2007).

### Revision im Sozialgerichtsprozess
Im Verfahren vor den Sozialgerichten ist die Revision (§ 160 SGG) gegen Urteile der Landessozialgerichte zum Bundessozialgericht nur zulässig, wenn sie vom Landessozialgericht zugelassen oder die Nichtzulassung durch eine erfolgreiche Nichtzulassungsbeschwerde zum Bundessozialgericht (§ 160a SGG) beseitigt wurde.
Gründe für die Zulassung der Revision können nur die grundsätzliche Bedeutung der Rechtssache, die Abweichung von einer Entscheidung des Bundessozialgerichts, des Gemeinsamen Senats der obersten Gerichtshöfe des Bundes oder des Bundesverfassungsgerichts, oder ein schwerwiegender Verfahrensmangel sein.

### Revision im Verwaltungsgerichtsprozess
Gegen das Urteil eines Oberverwaltungsgerichts ist die Revision an das Bundesverwaltungsgericht nach § 132 Abs. 1 VwGO möglich, wenn diese vom Oberverwaltungsgericht oder im Rahmen einer Nichtzulassungsbeschwerde vom Bundesverwaltungsgericht zugelassen wurde. Gleiches gilt für den Beschluss eines Oberverwaltungsgerichts über Normenkontrollklagen nach § 47 Abs. 5 S. 1 VwGO.
Auch gegen das Urteil eines Verwaltungsgerichts kann Revision eingelegt werden, wenn sie gemäß § 135 VwGO durch das Verwaltungsgericht oder Bundesverwaltungsgericht zugelassen wurde und die Berufung ausgeschlossen ist. Eine Sprungrevision ist möglich, wenn der Kläger und der Beklagte dieser schriftlich zugestimmt haben und sie durch das Verwaltungsgericht gemäß § 134 Abs. 1 VwGO zugelassen wurde.

### Revision im Finanzgerichtsprozess
Gegen das Urteil eines Finanzgerichts ist die Revision beim Bundesfinanzhof möglich, wenn diese vom Finanzgericht zugelassen wurde. Gegen eine Nichtzulassung kann Nichtzulassungsbeschwerde beim Bundesfinanzhof erhoben werden.

## Österreich

### Revision im Zivilprozess
Im österreichischen Zivilprozess ist die Revision (§§ 502 ff. ZPO) das ordentliche Rechtsmittel gegen Urteile der Landes- und Oberlandesgerichte in zweiter Instanz (siehe dazu: Gerichtsorganisation in Österreich). Eine Sprungrevision gibt es im österreichischen Zivilprozessrecht nicht. Es entscheidet der Oberste Gerichtshof in Wien.

#### Revisionsgründe
Als Revisionsgründe (§ 503 ZPO) können nur Mängel im Verfahren vor dem Berufungsgericht, die entweder Nichtigkeit bewirken oder doch eine erschöpfende Beurteilung und gründliche Beurteilung der Sache verhindern konnten, unrichtige rechtliche Beurteilung durch das Berufungsgericht oder Aktenwidrigkeit (wenn das Berufungsgericht im Widerspruch zu den Prozessakten von einer Tatsache als erwiesen ausging) geltend gemacht werden. Wie in Deutschland ist der Oberste Gerichtshof keine Tatsacheninstanz.

#### Zulässigkeit
Die Zulässigkeit der Revision (§ 502 ZPO) setzt auf jeden Fall voraus, dass die Entscheidung von der Lösung einer Rechtsfrage von hoher Bedeutung abhängt (etwa weil eine Rechtsprechung des Obersten Gerichtshofs zu dieser Frage fehlt oder uneinheitlich ist oder weil das Berufungsgericht von der Rechtsprechung des Obersten Gerichtshofs abwich), und ist zudem abhängig von der Höhe des Streitgegenstands, über den das Berufungsgericht entschieden hat (Entscheidungsgegenstand):
- Bis zu einem Entscheidungsgegenstand von nicht mehr als 5.000 Euro ist die Revision jedenfalls unzulässig.
- Bei einem Entscheidungsgegenstand von mehr als 5.000 Euro, aber nicht mehr als 30.000 Euro sowie in Streitigkeiten über den gesetzlichen Unterhalt mit einem Entscheidungsgegenstand von nicht mehr als 30.000 Euro ist die ordentliche Revision nicht zulässig, wenn sie nicht das Berufungsgericht in seiner Entscheidung für zulässig erklärt hat. In einem solchen Fall kann der Revisionswerber einen Antrag an das Berufungsgericht stellen, den Ausspruch über die Unzulässigkeit der Revision abzuändern und die ordentliche Revision doch für zulässig zu erklären (§ 508 ZPO). Darüber entscheidet das Berufungsgericht mit unanfechtbarem Beschluss.
- Bei einem Entscheidungsgegenstand von mehr als 30.000 Euro ist eine Revision (außerordentliche Revision) auch dann zulässig, wenn sie das Berufungsgericht für nicht zulässig erklärt hat (§ 505 Abs. 4 ZPO). Fehlen die Voraussetzungen doch (weil keine Rechtsfrage von erheblicher Bedeutung vorliegt), weist der Oberste Gerichtshof die außerordentliche Revision mit Beschluss zurück.
- Auch in bestimmten familienrechtlichen Streitigkeiten (bes. Vaterschafts- und Ehesachen), in Kündigungs- und Räumungssachen, bei Verbandsklagen nach § 29 KSchG sowie in Arbeits- und Sozialrechtssachen ist die außerordentliche Revision zulässig, auch wenn sie das Berufungsgericht für nicht zulässig erklärt hat.

#### Revisionsfrist
Die Frist zur Erhebung der Revision oder Einbringung des Antrags auf Zulassung der ordentlichen Revision beträgt vier Wochen. Ist die Revision zulässig oder wird sie für zulässig erklärt, hat der Gegner das Recht binnen weiterer vier Wochen eine Gegenschrift (Revisionsbeantwortung) einzubringen. Im Revisionsverfahren herrscht Anwaltspflicht.

#### Entscheidung über Revision
Die Entscheidung des Obersten Gerichtshofs erfolgt in der Regel in nicht öffentlicher Sitzung. Über zulässige Revisionen entscheidet der Oberste Gerichtshof entweder in der Sache selbst mit Urteil oder er verweist die Rechtssache an das Gericht zweiter oder erster Instanz zur neuerlichen Entscheidung nach Ergänzung des Verfahrens zurück. Für dieses ist die Rechtsansicht, die der Oberste Gerichtshof in seiner Begründung ausgesprochen hat, bindend.

### Revision im Verwaltungsgerichtsverfahren
Gegen Erkenntnisse und Beschlüsse der Verwaltungsgerichte kann gemäß Art. 133 B-VG wegen Rechtswidrigkeit Revision an den Verwaltungsgerichtshof erhoben werden.

#### Zulässigkeit
Gegen ein Erkenntnis oder einen Beschluss eines Verwaltungsgerichtes ist die Revision zulässig, wenn sie von der Lösung einer Rechtsfrage abhängt, der grundsätzliche Bedeutung zukommt, insbesondere weil das Erkenntnis oder der Beschluss von der Rechtsprechung des Verwaltungsgerichtshofes abweicht, eine solche Rechtsprechung fehlt oder die zu lösende Rechtsfrage in der bisherigen Rechtsprechung des Verwaltungsgerichtshofes nicht einheitlich beantwortet wurde. Gegen Erkenntnisse, die nur geringe Geldstrafen zum Gegenstand haben, sind Revisionen wegen Verletzung von Rechten nicht zulässig.
Das Verwaltungsgericht hat in seiner Entscheidung mit kurzer Begründung auszusprechen, ob eine Revision zulässig ist (§ 25a VwGG). Lässt es die Revision zu, kann eine ordentliche Revision an den Verwaltungsgerichtshof erhoben werden. Andernfalls besteht die Möglichkeit einer außerordentlichen Revision, in der zu begründen ist, wieso entgegen dem Ausspruch des Verwaltungsgerichts die Revision doch zulässig sein soll (§ 28 VwGG).

#### Revisionsfrist
Die Frist zur Erhebung einer Revision beträgt sechs Wochen (§ 26 VwGG). Die Revision ist beim Verwaltungsgericht selbst einzubringen (§ 25a VwGG). Im Revisionsverfahren herrscht Anwaltspflicht.

#### Entscheidung über die Revision
Bei der ordentlichen Revision prüft zunächst das Verwaltungsgericht selbst die Einhaltung formaler Voraussetzungen und kann sie als unzulässig zurückweisen (§ 30a VwGG). Dagegen kann binnen zwei Wochen ein Vorlageantrag gestellt werden, dass die Revision dem Verwaltungsgerichtshof zur Entscheidung vorgelegt wird (§ 30b VwGG). Wenn das Verwaltungsgericht die Revision nicht zurückweist, muss es den anderen beteiligten Parteien Gelegenheit zu einer Revisionsbeantwortung geben und anschließend die Revision dem Verwaltungsgerichtshof vorlegen.
Im Fall einer außerordentlichen Revision entfällt das Vorverfahren vor dem Verwaltungsgericht, die Revision wird sofort dem Verwaltungsgerichtshof übermittelt. Der Verwaltungsgerichtshof hat den anderen beteiligten Parteien selbst Gelegenheit zu einer Revisionsbeantwortung zu geben.
Unter bestimmten Voraussetzungen ist vor dem Verwaltungsgerichtshof eine mündliche Verhandlung durchzuführen (§ 39 VwGG). Der Verwaltungsgerichtshof entscheidet mit Erkenntnis, wobei er die Revision abweisen oder die angefochtene Entscheidung aufheben oder – in Ausnahmefällen – auch in der Sache selbst entscheiden kann (§ 42 VwGG). Falls der Verwaltungsgerichtshof die Entscheidung des Verwaltungsgerichts aufhebt, muss es eine neue Entscheidung erlassen, wobei es an die Rechtsansicht des Verwaltungsgerichtshofs gebunden ist.

## Schweiz
Im schweizerischen Prozessrecht bezeichnet die Revision die Wiederaufnahme des Verfahrens nach einem rechtskräftigen Entscheid (vgl. Art. 410 ff. Schweizerische Strafprozessordnung, Art. 328 ff. Schweizerische Zivilprozessordnung).
Die Entsprechung der Revision im deutschen oder österreichischen Sinne ist in der Schweiz der reguläre Weiterzug des Verfahrens an die nächsthöhere Instanz mittels Beschwerde an das Bundesgericht. Diese ist prinzipiell bei jedem Entscheid eines obersten Gerichts möglich und muss nicht von letzterem noch explizit zugelassen werden.

## Frankreich
Im französischen Recht entspricht der Revision der pourvoi en cassation zum Kassationshof. Dieser kann binnen zwei Monaten gegen jedes Urteil en dernier ressort, d. h. der letzten Tatsacheninstanz, eingelegt werden. Der Kassationshof überprüft nicht die tatsächlichen Umstände des Falls, sondern lediglich die korrekte Rechtsanwendung der Vorinstanz. Der pourvoi en cassation hat keine aufschiebende Wirkung.
Hingegen handelt es sich beim recours en révision um eine Art Wiederaufnahmeverfahren. Dieses ist nur in den Fällen von Prozessbetrug durch die obsiegende Partei, Zurückhaltung oder Fälschung wesentlicher Beweismittel oder falsche Zeugenaussagen möglich.

## Niederlande
Die Revisie im niederländischen Recht bedeutet eine Wiederaufnahme des Verfahrens. Die niederländische Entsprechung der Revision (im deutschen oder österreichischen Sinne) heißt hingegen (beroep in) cassatie, über sie entscheidet der Hohe Rat der Niederlande.

## Common Law
In den meisten Rechtsordnungen des Common-Law-Rechtskreises ist der appeal das einzige Rechtsmittel gegen Urteile der ersten Instanz und entspricht damit sowohl der Berufung als auch der Revision. Im Gerichtssystem von England und Wales ist der Court of Appeal weitgehend an die von der ersten Instanz erhobenen Tatsachen gebunden; die Einführung neuer Tatsachen ist stark eingeschränkt, weshalb der appeal hier eher der Revision (im deutschen Recht) zu vergleichen ist.